# Weibern (Autriche)
Pour les articles homonymes, voir Weibern.
Weibern est une commune autrichienne du district de Grieskirchen en Haute-Autriche.